# GE Capital
GE Capital era la divisione di servizi finanziari di General Electric. Le sue varie unità sono state vendute tra il 2013 e il 2021, inclusa la nota scissione della divisione di finanza al consumo nordamericana come Synchrony Financial. Alla fine, è rimasta solo una divisione della società, GE Energy Financial Services, che è stata trasferita a GE Vernova quando General Electric è stata smembrata.
Nel 2008, GE Capital ha acquisito Interbanca, una società di merchant banking dal Banco Santander, in cambio delle attività di GE Capital in Germania, Finlandia, Austria e Regno Unito. Nel maggio 2015, GE ha incaricato Deutsche Bank di vendere la banca, che allora aveva un patrimonio netto di oltre 1.000.000.000 di euro. Nel 2016, Banca IFIS ha acquisito Interbanca per 160 milioni di euro, con l'obbligo di rimborsare il debito intercompany a GE.

## Panoramica
L'8 luglio 2013, il Financial Stability Oversight Council ha designato GE Capital come "istituzione finanziaria di importanza sistemica", soggetta quindi alla supervisione della Federal Reserve.
Nel 2014, GE Capital contava oltre 35.000 dipendenti in tutto il mondo, operando in più di 40 paesi, con un totale di attivi pari a 499 miliardi di dollari. Era classificata AA+ con outlook stabile da S&P nel 2012.
Le controllate di GE Capital operavano anche sotto il marchio GE Money.

## Piano di ristrutturazione
Il 10 aprile 2015, Jeffrey R. Immelt, CEO di General Electric, annunciò che GE avrebbe venduto la maggior parte di GE Capital nei successivi due anni.
Le seguenti aree furono vendute:
- GE Capital Sponsor Finance è stata venduta al Canada Pension Plan Investment Board e alla Sumitomo Mitsui Banking Corporation.[4][5]
- GE Capital Real Estate è stata venduta a The Blackstone Group e Wells Fargo.[6]
- La maggior parte di GE Commercial Lending & Leasing è stata venduta a Wells Fargo.[7] Le operazioni in Germania e Francia sono state vendute a Crédit Mutuel,[8] quelle in Australia a Sankaty Advisors.[9]
- Mubadala GE Capital, una joint venture con la Mubadala Development Company, è stata venduta a MidCap Financial, una società del portafoglio di Apollo Management.[10]
- GE Capital Rail Services è stata venduta a First Union Rail (sussidiaria di Wells Fargo) e Marmon Group.[11][12]
- GE Capital Bank è stata venduta a Goldman Sachs.[13]
- GE Healthcare Finance Services è stata venduta a Capital One.[14]
- GE Capital Equity è stata venduta a Ardian.[15]
- GE Capital Transportation Finance è stata venduta al BMO Financial Group.[16]
- GE Capital Corporate Finance ― Aircraft è stata venduta a Global Jet Capital, società partecipata da AE Industrial Partners, Carlyle Group e GSO Capital Partners.[17]
- Le operazioni di leasing e finanziamento di attrezzature in Messico sono state vendute a Linzor Capital Partners.[18]
- GE Trailer Fleet Services è stata venduta a Element Financial e Arval.[19]
- Le attività giapponesi di finanziamento al capitale, gestione flotte e finanziamento ai fornitori sono state vendute a Sumitomo Mitsui Financial Group.[20]
- Le operazioni americane di finanziamento per ristoranti sono state vendute a First Horizon National Corporation, Wintrust Financial e Sterling Bancorp.[21] Le operazioni di franchising alberghiero sono state vendute a Western Alliance Bancorp.[22]
- GE Capital Aviation Services (GECAS) è stata venduta a AerCap nel 2021.[23]
- Electric Insurance Company è stata venduta a RiverStone International nel 2024.[24]

## Questioni legali
Nell'aprile 1997, è stata intentata una causa contro la General Electric Capital Corp per conto dei clienti dell'azienda che avevano presentato istanza di fallimento. GE Capital Corp. È stata accusata di pratiche di recupero crediti scorrette. L'azione legale collettiva ha portato a un accordo di 100 milioni di dollari con oltre 100.000 membri della classe in 50 Stati. I querelanti sostengono che la società ha sollecitato accordi da parte di debitori in bancarotta per il rimborso dei loro debiti con carta di credito, ma non ha notificato l'accordo al tribunale fallimentare. Questi accordi di riaffermazione richiedevano legalmente ai debitori di continuare a pagare il debito in cambio del mantenimento della carta di credito, anche se il fallimento cancellava i debiti della carta di credito. La causa sostiene che GE Capital era tenuta per legge a depositare gli accordi presso i tribunali fallimentari e non lo ha fatto. Come parte dell'accordo, l'azienda ha accettato di rimborsare, con gli interessi, tutti i pagamenti della carta di credito effettuati dopo che i debitori hanno stipulato gli accordi di riaffermazione tra il 1° gennaio 1993 e il 30 giugno 1997. GE Capital Corp. Ha anche promesso di avvisare gli uffici di credito per correggere qualsiasi rapporto di credito negativo relativo al mancato rimborso del debito riaffermato da parte dei membri della classe.
Nel giugno 2014, Synchrony Bank, ex GE Capital Retail Bank, ha accettato di risolvere le denunce di pratiche illegali relative alle carte di credito presentate dal Consumer Financial Protection Bureau federale e dal Dipartimento di Giustizia degli Stati Uniti, accettando di pagare 225 milioni di dollari ai consumatori di lingua spagnola danneggiati da pratiche discriminatorie e marketing ingannevole. Alla banca è stato inoltre richiesto il pagamento di ulteriori 3,5 milioni di dollari in sanzioni civili al Civil Penalty Fund del CFPB per il marketing ingannevole delle carte di credito.

## Dismissione
Il 13 marzo 2014, GE Capital ha annunciato che avrebbe scorporato la sua divisione nordamericana di finanziamenti al consumo con il nuovo nome di Synchrony Financial attraverso un'offerta pubblica iniziale (IPO). Il 31 luglio 2014 Synchrony Financial ha raccolto 2,9 miliardi di dollari nella sua IPO, quando GE ha venduto 125 milioni di azioni (15%) della società.
Il 10 aprile 2015 è stato annunciato che GE avrebbe venduto la maggior parte delle attività commerciali e di consumo di GE Capital entro due anni, concentrandosi invece sulle attività di leasing collegate alle attività manifatturiere di GE. L'azienda ha raggiunto un accordo per vendere la maggior parte delle attività immobiliari a Wells Fargo e Blackstone, per un valore di 26,5 miliardi di dollari. Il presidente e amministratore delegato di GE, Jeff Immelt, ha annunciato il piano in una lettera agli azionisti. Si tratta di “un grande cambiamento per GE”, ma ha affermato che è “giusto per l'azienda”. In base al piano, Immelt ha dichiarato che GE prevede che entro il 2018 oltre il 90% degli utili sarà generato dalle attività industriali, rispetto al 58% del 2014. GE Capital, invece, rappresenterà il 10% dei ricavi dell'azienda entro il 2018, in calo rispetto al 46% del 2001. Gli azionisti hanno applaudito l'annuncio, facendo salire le azioni di GE di quasi l'11%, a 28,51 dollari, livelli mai visti dalla crisi finanziaria. Tuttavia, il ridimensionamento non è una questione di poco conto per un'azienda il cui impero comprende 175 Paesi e impiega circa 305.000 persone.
Nel giugno 2015, il Canada Pension Plan Investment Board ha annunciato che avrebbe acquisito il portafoglio di prestiti di private equity di GE Capital per 12 miliardi di dollari.